# 肺孢子菌纲
肺孢子菌纲（學名：Pneumocystidomycetes）是子囊菌門的一個綱，只有一目、一科、一属，是外囊菌亚门中一类比较原始的真菌，直到20世纪初才被发现，是一种类酵母菌，寄生在人类和哺乳动物的肺中，其中最早发现的是卡氏肺孢子菌（P. carinii），寄生在鼠类的肺中，于1909年发现，直到1945年才发现是耶氏肺孢子菌（P. jirovecii）寄生在人类的肺中，导致人类发生肺孢子菌肺炎（PCP）。
1. ↑  邴玉艳,张东豪,陈晓宁,等.妊娠期大鼠对卡氏肺孢子菌的易感性研究[J].中国病原生物学杂志, 2013, 8(10):3.DOI:CNKI:SUN:ZISC.0.2013-10-013.
2. ↑  梅林,姚云清,朱艳玲,等.卡氏肺孢子菌主要表面糖蛋白上游保守序列基因microRNA表达载体的构建和鉴定[J].重庆医科大学学报, 2010, 35(2):3.DOI:CNKI:SUN:ZQYK.0.2010-02-006.
3. ↑  王雪莲,孙晓红,逯晓波,等.肺癌患者耶氏肺孢子菌的隐性感染研究[J].中国人兽共患病杂志, 2005, 21(5):4.DOI:10.3969/j.issn.1002-2694.2005.05.007.
4. ↑  卢思奇.肺孢子菌肺炎的病原检查和基因检测[J].诊断学理论与实践, 2010(6):3.DOI:CNKI:SUN:ZDLS.0.2010-06-005.